# Andrzej Sasin
Andrzej Sasin – polski reżyser dźwięku i producent muzyczny z Warszawy, działający głównie w obszarze muzyki poważnej.
Ukończył studia na Wydziale Reżyserii Dźwięku Akademii Muzycznej w Warszawie w 1979 roku.
Wydawnictwa muzyczne, za które odpowiada (zwykle wraz z Aleksandrą Nagórko), były wielokrotnie nagradzane Fryderykami. Laureat 55. edycji Grammy Award za 2012 w kategorii Best Classical Compendium jako producent i realizator dźwięku (obok Aleksandry Nagórko) płyty Penderecki: Fonogrammi, Horn Concerto, Partita.